# Saint-Léonard (Sena Marítimo)
Saint-Léonard é uma comuna francesa na região administrativa da Normandia, no departamento de Sena Marítimo. Estende-se por uma área de 11,92 km², com 1 690 habitantes, segundo os censos de 1999, com uma densidade de 141 hab/km².